# Chilicola clavillo
Chilicola clavillo är en biart som beskrevs av Packer 2007. Chilicola clavillo ingår i släktet Chilicola och familjen korttungebin. Inga underarter finns listade i Catalogue of Life.